# Бевза Вадим Анатолійович
Вади́м Анато́лійович Бе́вза — полковник, Міністерство внутрішніх справ України, Головне управління Національної гвардії.
Станом на лютий 2019 року проживає у Києві з сином й донькою.

## Нагороди
́
За особисту мужність і героїзм, виявлені у захисті державного суверенітету та територіальної цілісності України, вірність військовій присязі під час російсько-української війни
- нагороджений орденом За мужність III ступеня (26.2.2015).